# توتالفوشوارت خویس‌سنتروم

آرم در بین سال‌های ۱۹۵۳-۱۹۸۸

توتالفوشوارت خویس‌سنتروم (به سوئدی: Totalförsvarets skyddscentrum) به اختصار SkyddC یک نیروی نظامی در کشور سوئد است که مخصوص دفاع ش‌م‌پ‌ه ایجاد شده است.
این نیروی نظامی در سال ۱۹۵۳ راه‌اندازی شده و مقر آن در شهر اومئو می‌باشد.